# Кемпа (гміна Сломники)
Кемпа (пол. Kępa) — село в Польщі, у гміні Сломники Краківського повіту Малопольського воєводства.
Населення — 199 осіб (2011).
У 1975-1998 роках село належало до Краківського воєводства.

## Демографія
Демографічна структура станом на 31 березня 2011 року:
|          | Загалом | Допрацездатний вік | Працездатний вік | Постпрацездатний вік |
| -------- | ------- | ------------------ | ---------------- | -------------------- |
| Чоловіки | 109     | 31                 | 67               | 11                   |
| Жінки    | 90      | 17                 | 51               | 22                   |
| Разом    | 199     | 48                 | 118              | 33                   |